# Johann Jakob Walther
Johann Jakob Walther (Witterda, 1650 – Mainz, 1717. november 2.) német hegedűművész és zeneszerző. Heinrich Ignaz Franz Biber és Johann Paul von Westhoff mellett őt tartják a 17. század egyik legjelentősebb hegedűművészének. Munkássága hatással volt Johann Sebastian Bachra.

## Élete
Néhány hivatalos iraton és tizenkét fennmaradt levelén kívül Walther életéről mindössze két forrás áll rendelkezésünkre: a hasonló nevű, de vele rokonságban nem álló Johann Gottfried Walther szerkesztette Musikalischen Lexikon (Lipcse, 1732) és az Ernst Ludwig Gerber által jegyzett Neues historisch-biographisches Lexikon der Tonkünstler szócikkei.
Ezek szerint az Erfurt melletti Witterdában született 1650-ben. A templomi anyakönyvek arról tanúskodnak, hogy több testvére is volt. Már gyermekkorában hegedülni tanult egy lengyeltől, akinek a házában szolgálóként dolgozott. Korai éveiről, tanulmányairól semmi továbbit nem tudunk.
1670-től három évig Olaszországban volt, előbb rövid ideig Rómában az Orsini-család alkalmazásában dolgozott, majd III. Cosimo de’ Medici zenekarának hegedűse volt Firenzében. Olaszországban írta első ismert műveit, amelyeket később Scherzi da Violino solo con il basso continuo címen adott ki.
1674-től II. János György szász választófejedelem drezdai udvarának koncertmestere volt. Korabeli dokumentum szerint „az újonnan felfogadott hegedűs, Johann Jakob Walther egy »symphoniát« játszott vecsernye idején, újév napján, 1674-ben”. Fizetése meglehetősen magas volt, 700 tallér – a nála nem sokkal fiatalabb és hozzá hasonlóan elismert Westhoff hasonló pozícióban csak 150 tallért keresett.
A fejedelem 1680-as halála után fia, III. János György került hatalomra, aki azonnal visszafogta a kincstár kulturális kiadásait. Walther a mainzi érseki udvarba került, ahol kanonok lett, és a Szentszékkel való kapcsolattartásért felelős titkári pozíciót töltötte be Anselm Franz von Ingelheim érsek, választófejedelem alatt. Zenészként ekkor nem foglalkoztatták, de továbbra is alkotott: valószínűleg itt írta másik ismert gyűjteménye, a Hortulus Chelicus műveit.
Walthernek Mainz kormányzati negyedében, a Löhrstrassén volt egy háza, valamint az akkor a választófejedelemséghez tartozó, ma bajorországi Weilbachban volt egy malma a hozzá tartozó birtokkal.
Walther már egy 1711-es levelében rossz egészségéről panaszkodott. Hatvanhét éves korában, 1717. november 2-án Mainzban hunyt el.

## Művei
Negyven műve ismert, amelyek két kötetben jelentek meg. Olaszországban írt alkotásait Scherzi da Violino solo con il basso continuo címen 1676-ban Németországban (Lipcse és Frankfurt) adta ki II. János Györgynek ajánlva, akinek a gyűjtemény olyannyira elnyerte a tetszését, hogy piros bársonyba kötött példányokat ajándékozgatott belőle. A Scherzi második kiadását 1687-ben jelentette meg a mainzi Ludwig Bourgeat. A következő évben a szintén mainzi N. Pecoul egy harmadik kiadást is elkészített.
Az 1688-ban Ludwig Bourgeat által kiadott zeneileg változatosabb Hortulus Chelicus 28 darabja valószínűleg Mainzban született. A gyűjtemény második kiadása ugyanennél a kiadónál jelent meg 1694-ben Hortulus chelicus, das ist: wohlgepflantzter violinischer Lust-Garten címen. Walther korabeli népszerűségét mutatja, hogy csak egy évvel később ezt a gyűjteményét is újra megjelentették.